# Somatidia spectabilis
Somatidia spectabilis là một loài bọ cánh cứng trong họ Cerambycidae.